# Касонго, Пьер
Пьер Мвана Касонго (фр. Pierre Mwana Kasongo; 10 октября 1938) — конголезский футболист, полузащитник.

## Биография
Пьер Касонго родился 10 октября 1938 года.
Выступал за клуб «Сент-Элуа Лупопо». После чего, с 1960 года по 1965 год играл за бельгийский клуб «Вервье». В сезоне 1962/63 стал лучшим бомбардиром Второго дивизиона Бельгии, забив 28 мячей. Затем, с 1965 года по 1967 год являлся игроком «Гента». В 1968 году играл за конголезский клуб «Имана» из города Киншасы, команда сейчас называется «Мотема Пембе».
Выступал за национальную сборную Демократической Республики Конго. В 1968 году главный тренер ДР Конго Ференц Ксанади вызвал Касонго на Кубок африканских наций, который проходил в Эфиопии. В своей группе команда заняла 2 место, уступив Гане и обойдя Сенегал и Республику Конго. В полуфинале ДР Конго обыграло Эфиопию (2:3), а в финале Гану (0:1). Пьер Касонго провёл на турнире 5 игр.

## Достижения
- Победитель Кубка африканских наций (1): 1968